# Liste von Liedern über Wien
Die Liste von Liedern über Wien umfasst Lieder mit eindeutigem Bezug zur Stadt Wien.

## 1910er Jahre
- 1912: Rudolf Sieczyński — Wien, Wien nur du allein[1]

## 1940er Jahre
- Asmahan — Layali El Ouns fi Vienna[2]

## 1950er Jahre
- 1950: Heinz Conrads — Altes Schloß von Schönbrunn
- 1957: Gerhard Bronner — Die alte Engelmacherin

## 1960er Jahre
- 1965: Peter Alexander — Wiener G’schichten (LP)
- 1965: Georg Kreisler — Wien ohne Wiener
- 1968: Peter Alexander — Verliebt in Wien (LP)
- 1969: Georg Kreisler & Topsy Küppers — Nur in Wien • Wo sind die Zeiten dahin • Ewiges Wien

## 1970er Jahre
- 1972: Barbara — Vienne (1992 Coverversion William Sheller)
- 1975: Georg Kreisler — Am Totenbett
- 1977: Billy Joel — Vienna
- 1979: Udo Jürgens — Wien

## 1980er Jahre
- 1980: Ultravox — Vienna
- 1981: Erste Allgemeine Verunsicherung — Vienna • Wien, Wien, nur du allein
- 1981: Falco — Ganz Wien
- 1981: Peter Cornelius — Ganz Wien hat den Blues
- 1981: Wolfgang Ambros — Es lebe der Zentralfriedhof • Wem heut’ net schlecht is
- 1984: S.T.S. — Fürstenfeld[1]
- 1985: Falco — Rock me Amadeus • Vienna Calling
- 1985: Rainhard Fendrich — Haben Sie Wien schon bei Nacht geseh’n
- 1986: André Heller & Helmut Qualtinger — Wean, du bist a Taschenfeitl • Wean, du bist a oide Frau
- 1988: Falco — Wiener Blut
- 1988: José Feliciano & Vienna Project — The Sound of Vienna

## 2000er Jahre
- 2003: EJ Adem MC (feat. A. Geh) — Sweet Vienna
- 2007: Adem Delon (aka EJ Adem MC) — Mei Wien
- 2007: Ja, Panik — Wien, du bist ein Taschenmesser[3]
- 2008: RAF Camora (feat. Nazar) — Flammen über Wien
- 2009: Skero — Wien

## 2010er Jahre
- 2010: A.geh Wirklich? + Funky Cottleti — Oh Wien, nur du alla
- 2011: Ken Hayakawa — Wien bei Nacht
- 2011: Trackshittaz feat. Rainhard Fendrich — Wien bei Nacht (Heit is Wien ang’sagt)
- 2013: Thees Uhlmann — Zerschmettert in Stücke[1]
- 2013: Keiner mag Faustmann — Wien – Berlin
- 2015: Wiener Blond — Der letzte Kaiser
- 2015: Patrick Bruel — Vienne
- 2015: Worried Man & Worried Boy, Der Nino aus Wien — Der schönste Mann von Wien
- 2016: Granada — Ottakring, Wien wort auf di
- 2016: Der Nino aus Wien — Praterlied
- 2016: Wiener Blond — Rotendstrossn
- 2016: Erwin & Edwin (feat. Alex) — Wien
- 2017: Wanda — Schottenring
- 2017: RAF Camora — Vienna
- 2018: Monobo Son — Wienerin
- 2019: Jala Brat & Buba Corelli feat. RAF Camora — Zove Vienna

## 2020er Jahre
- 2020: Müßig Gang — Verhatschter Samstag
- 2020: Wiener Blond — Guten Morgen Wien
- 2021: Calin – Praha/Vídeň
- 2021: Ina Regen — Wien am Meer
- 2021: Wanda — Die Sterne von Alterlaa
- 2022: Wanda — Rocking in Wien
- 2022: Das Paradies — Gebissen wurde ich nur in Wien
- 2023: Bibiza — Opernring Blues • Eine Ode an Wien (Album Wiener Schickeria)
- 2023: RAF Camora feat. Yung Hurn — Wien
- 2023: Mayberg — Wien